# Comuna de Wola Uhruska
Wola Uhruska (polaco: Gmina Wola Uhruska) é uma gminy (comuna) na Polónia, na voivodia de Lublin e no condado de Włodawski. A sede do condado é a cidade de Wola Uhruska.
De acordo com os censos de 2004, a comuna tem 4223 habitantes, com uma densidade 28 hab/km².

## Área
Estende-se por uma área de 150,86 km², incluindo:
- área agrícola: 49%
- área florestal: 38%

## Demografia
Dados de 30 de Junho 2004:
|                      | Total   | Total | Mulheres | Mulheres | Homens  | Homens |
| -------------------- | ------- | ----- | -------- | -------- | ------- | ------ |
|                      | pessoas | %     | pessoas  | %        | pessoas | %      |
| População            | 4223    | 100   | 2156     | 51,1     | 2067    | 48,9   |
| Densidade (pop./km²) | 28      | 100   | 14,3     | 14,3     | 13,7    | 13,7   |

De acordo com dados de 2002, o rendimento médio per capita ascendia a 1366,57 zł.

## Subdivisões
- Bytyń, Józefów, Kosyń, Macoszyn Duży, Majdan Stuleński, Mszanka, Mszanna, Mszanna-Kolonia, Piaski, Potoki, Siedliszcze, Stanisławów, Stulno, Uhrusk, Wola Uhruska, Zbereże.

## Comunas vizinhas
- Hańsk, Ruda-Huta, Sawin, Comuna de Włodawa.